# Svjetski dan misija
Svjetski dan misija ili misijska nedjelja blagdan je koji je ustanovio papa Pio XI. 1926. Svake godine obilježava se pretposljednje nedjelje u listopadu; dan je misionarske solidarnosti u Katoličkoj Crkvi.

## Povijesni osvrt
U Francuskoj je započela misijska obnova, pokrenuta 1822. osnivanjem Družbe za širenje vjere na inicijativu Pauline Jaricot. Godine 1843. u Nancyju je osnovana Družba dječjih misija, a 1889. u Caenu Družba sv. Petra apostola. Počele su izlaziti prve misionarske enciklike: 15. kolovoza 1840. papa Grgur XVI. izdao je encikliku „Probe Nostis” kako bi oživio širenje vjere na svim kontinentima svijeta. Skrenuo je pozornost na ulogu Društva za širenje vjere iz Lyona u tim projektima.
Dana 13. prosinca 1880. papa Lav XIII. objavio je encikliku „Sancta Dei Civitas”, ističući duboku potrebu misionarske suradnje svih vjernika kroz molitvu i milostinju. Zahvaljujući tim aktivnostima, u duhu molitve i požrtvovnosti, od sredine 19. stoljeća ponovno je oživljeno misijsko djelovanje Crkve, osobito misijski zavodi. Počeo se rađati duh univerzalne odgovornosti i misionarske suradnje među vjernicima.
Nedugo nakon završetka Prvoga svjetskog rata, Benedikt XV. objavio je 30. studenoga 1919. apostolsko pismo „Maximum illud”, zahvaljujući kojem je preusmjerio misionarska nastojanja Crkve.
Veliki zagovornik misionarstva u svojoj biskupiji bio je kardinal Achille Ratti, a kao papa Pio XI. u motu proprio „Romanorum Pontificum” 1922. uzdigao je na papinsko dostojanstvo „Djelo širenja vjere”, „Dječje misionarstvo” i „Djelo sv. Petra apostola”. Godine 1926. objavio je encikliku „Rerum Ecclesiae”, u kojoj je pokazao važnost misionarskog djelovanja Crkve. Papa je potvrdio hitnu potrebu i važnost misionarskih nakana, kao i potrebu priznavanja domaćih Crkava.

## Ciljevi i smisao
Reskript Kongregacije za obrede, koji je 14. travnja 1926. potpisao prefekt kardinal Vicco, bio je temeljni akt Svjetskog dana misija, a koji pada pretposljednje nedjelje u listopadu. Izdavanje ovog dokumenta od strane Kongregacije za obrede dokazuje prije svega duhovnu narav ovoga dana. Ujedno je definirano pet najvažnijih ciljeva:
- potreba žarke molitve za razvoj Kristova kraljevstva u svijetu,
- briga za vjerničko razumijevanje misionarskih potreba,
- oživljavanje misionarskog žara svećenika i vjernika,
- priliku bolje upoznati Papinsko djelo za širenje vjere,
- potreba za materijalnim žrtvama za misije.